# Max Schöne
Max Schöne (* 20. Januar 1880 in Berlin; † 16. Januar 1961 ebenda) war ein deutscher Schwimmer.
Bei den Olympischen Spielen 1900 in Paris wurde er im 200-m-Mannschafts-Schwimmen zusammen mit Ernst Hoppenberg, Max Hainle, Julius Frey und Herbert von Petersdorff Olympiasieger. Außerdem trat Schöne mit der deutschen Wasserballmannschaft bei diesen Spielen an, die im Viertelfinale durch eine Niederlage gegen Frankreich ausschied.
| Personendaten    | Personendaten       |
| ---------------- | ------------------- |
| NAME             | Schöne, Max         |
| KURZBESCHREIBUNG | deutscher Schwimmer |
| GEBURTSDATUM     | 20. Januar 1880     |
| GEBURTSORT       | Berlin              |
| STERBEDATUM      | 16. Januar 1961     |
| STERBEORT        | Berlin              |